# 青い車 (映画)
『青い車』（あおいくるま）は、よしもとよしともによる同名の漫画作品を原作とした、2004年の日本映画。

## ストーリー
昼はレコード屋で働き、夜はDJをおこなう青年のリチオ（ARATA）は、幼少期の事故以来、目の傷を隠すためにサングラスをかけて生活している。彼には佐伯アケミ（麻生久美子）という恋人がいたが、ある日、佐伯このみ（宮崎あおい）と関係を持ってしまう。

## キャスト
- リチオ - ARATA
- 佐伯このみ - 宮崎あおい
- 佐伯アケミ - 麻生久美子
- 佐伯美枝 - 久我朋乃
- 佐伯仁志 - 国枝量平
- マチダ - 田口トモロヲ
- ミキモト - 水橋研二
- 萩野マチコ - 太田千晶
- 森本タカオ - 佐藤智幸

## スタッフ
- 監督 - 奥原浩志
- 原作 - よしもとよしとも
- 音楽 - 曽我部恵一
- 脚本 - 奥原浩志、向井康介

## 評価
『ヴァラエティ』のジェイ・ウェイスバーグは、「監督の奥原浩志は、原作漫画の限られた時間帯を引き延ばし、実存主義的な悲しみを吹き込んだ」と指摘した。『ザ・ジャパン・タイムズ』のマーク・シリングは、本作に5つ星満点の4点を与えた。